# Teatro New Amsterdam

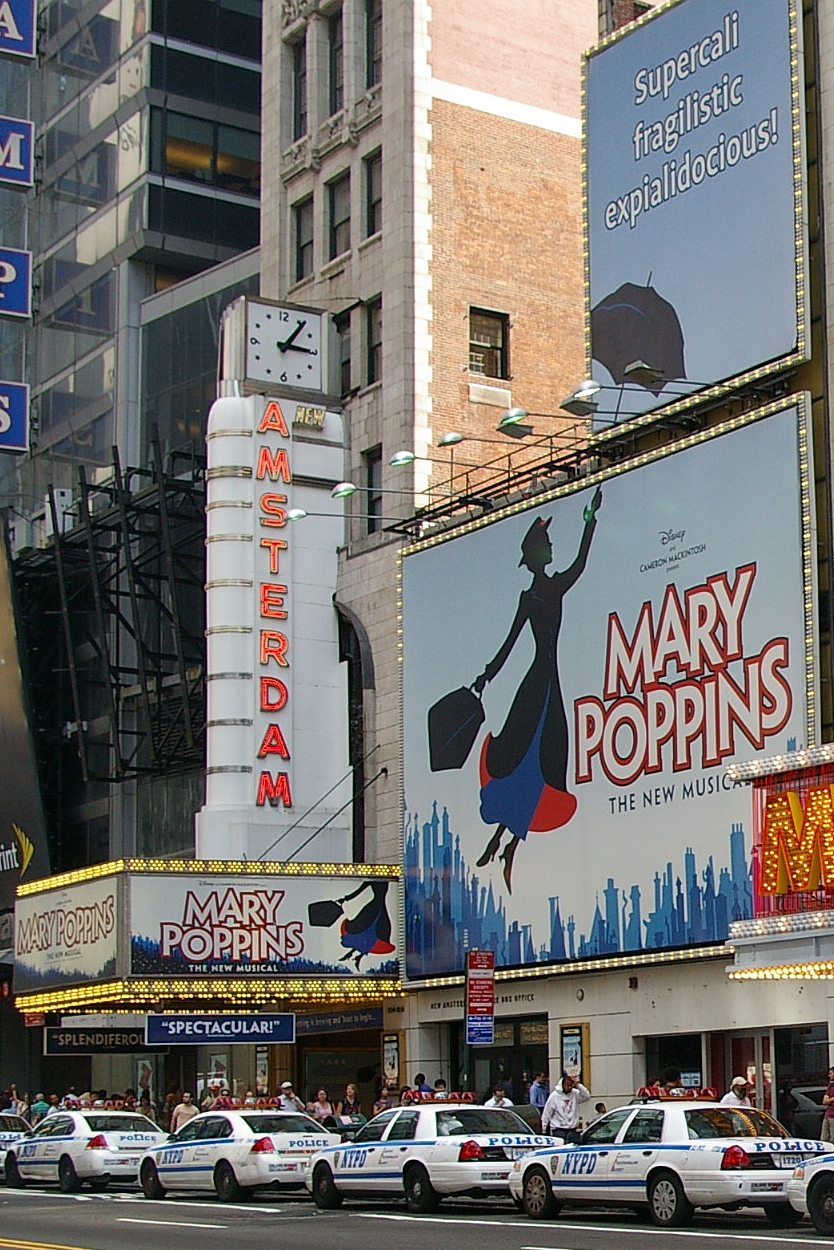
Mary Poppins, em cartaz no New Amsterdam, 2008.

O New Amsterdam Theatre é um teatro da Broadway localizados em 214 West 42nd Street, entre a Sétima e Oitava Avenidas na zona dos teatros de Manhattan, Cidade de Nova York, na Times Square. Ele foi construído em 1902-1903 e foi projetado pela firma de arquitetura de Henry Hertz e Hugh Tallant; o Roof Garden onde as mais ousadas produções foram apresentadas, e que não existe mais, foi adicionado em 1904, projetado pela mesma empresa. O restante do edifício foi utilizado para escritórios.
De 1913 a 1927, o teatro foi a casa do Ziegfeld Follies, cujo produtor, Florenz Ziegfeld, Jr., manteve um escritório no prédio, e a operação de uma boate no telhado. George White's Scandals e Civic Repertory Theatre foram subsequente inquilinos. Ele foi usado como uma sala de cinema em 1937 e fechado em 1985. Foi cedido a The Walt Disney Company e renovado por Hardy Holzman Pfeiffer em 1995-97 para ser o carro-chefe das apresentações da Walt Disney Theatrical na Broadway.
Tanto o exterior em Beaux-Arts e o interior em Art Nouveau são marcados da Cidade de Nova Iorque, tendo sido designado em 1979. Além disso, o edifício foi adicionado ao registro Nacional de Lugares Históricos em 1980.
Juntamente com os teatros Hudson e o Liceu, também construídos em 1903, o New Amsterdam é um dos mais antigos locais sobreviventes da Broadway.

## História

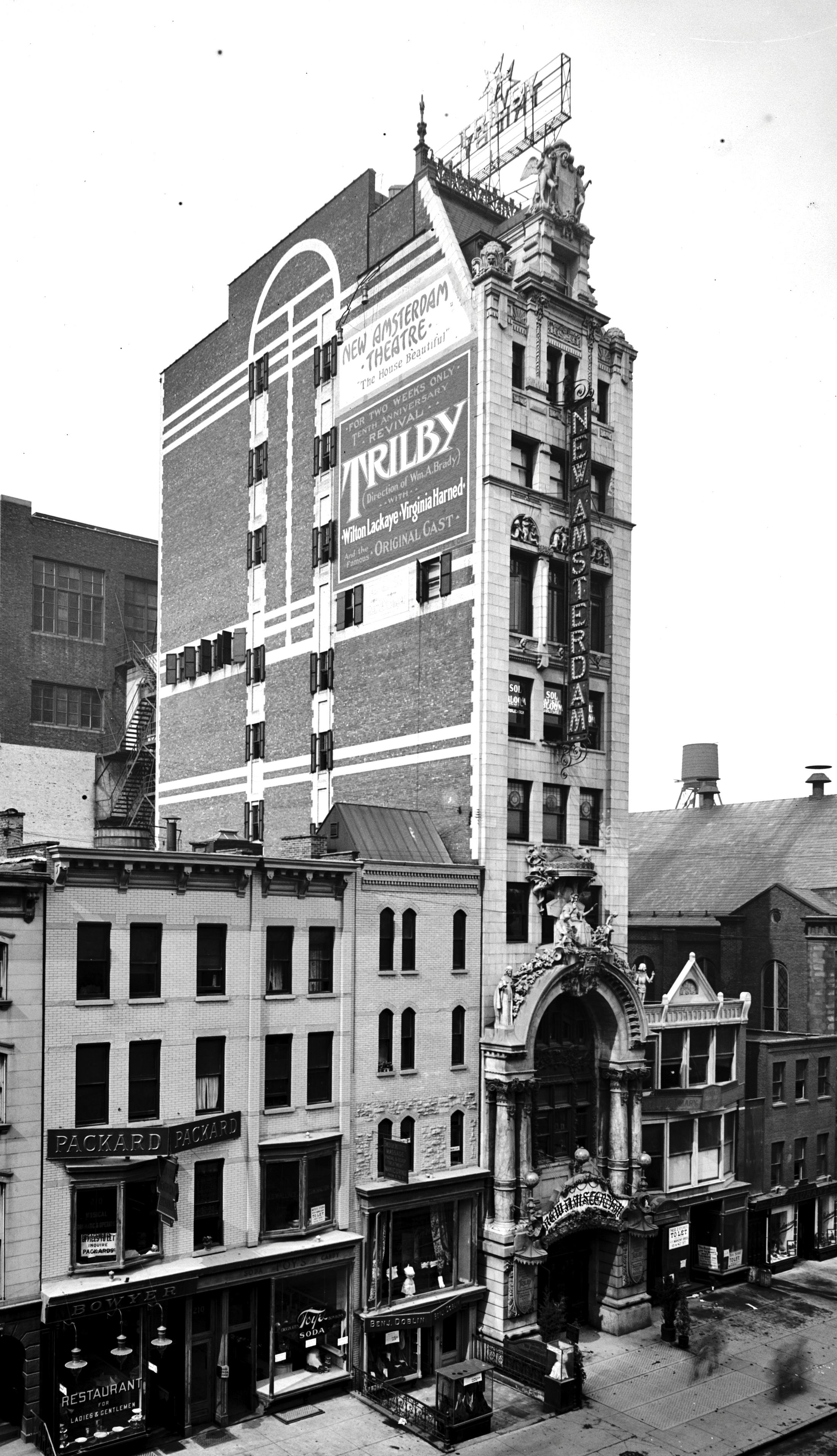
O teatro em 1905

A fachada  Beaux-Arts  do New Amsterdam, é uma estreita fatia que leva ao teatro no interior, o primeiro exemplo concreto da arquitetura Art Nouveau , em Nova York. O edifício foi construído em 1902-03 , numa parceria entre a  A. L. Erlanger e Marcus Klaw, e foi projetado pelos arquitetos Herts & Tallant. A decoração foi realizada por uma vasta equipe de pintores e escultores, que incluiu George Gray Barnard, Robert Blum, os irmãos Neumark, George Daniel M. Peixotto, Roland Hinton Perry e Albert G. Wenzel. Na época de sua construção, foi o maior teatro em Nova York, com uma capacidade de 1,702 assentos.
O teatro foi inaugurado no dia 23 de outubro de 1903, com uma produção de Shakespeare, Sonho de Uma Noite. Por muitos anos, foi sede do Ziegfeld Follies, apresentando tais talentos como Fanny Brice, Eaton irmãos e a estrela do   cinema mudo, Oliveira Thomas, cujo fantasma supostamente assombra o teatro.
Um show irmão de Follies, a Midnight Frolics, jogou no tealhado do New Amsterdam, Roof Garden. O New Amsterdam foi o palco dos maiores triunfos musicais de Marilyn Miller,  Sally (1920) e Sunny, que abriu em setembro de 1925, co-estrelado por Clifton Webb como Harold Wendell-Wendell e teve três temporadas. Mas o teatro também recebeu produções sérias, e em junho de 1927,  Basil Rathbone apareceu lá como Cassius em Júlio César.

## Restauração

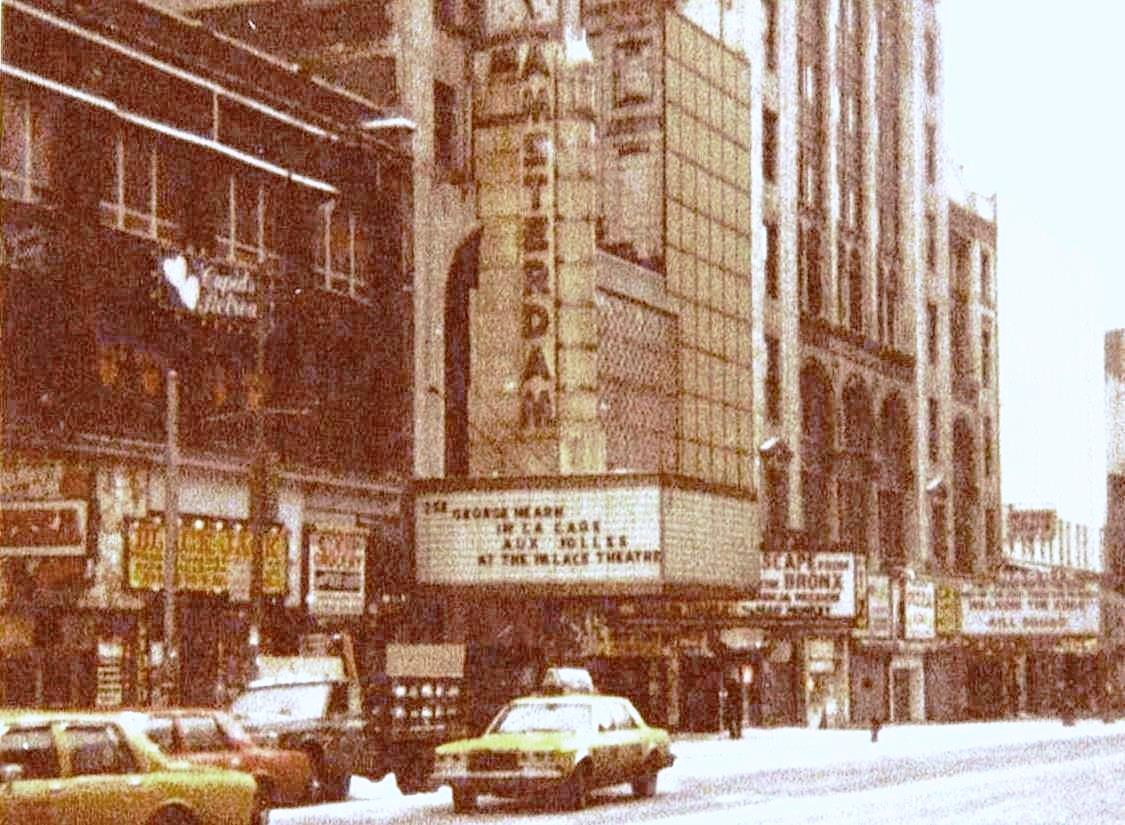
O New Amsterdam em 1985

A Grande Depressão realizou grandes danos para a indústria de teatro, e em 1936, o New Amsterdam foi fechado. Reabriu em limitadamente em 1937, mas foi logo convertido para um cinema. A Nederlander Organization adquiriu a propriedade de referência em 1982, mas não começou a reabilitação nos próximos oito anos. Em 1990, depois de uma batalha judicial, o Estado e a Cidade de Nova York assumiu a posse da New Amsterdam e muitos outros teatros na 42nd Street.
A Walt Disney Theatrical assinou um contratado de locação de propriedade de 49 anos em maio de 1995, com a empresa restaurando o prédio. O teatro, que tinha sido recentemente utilizado como local de filmagens para o filme Vanya on 42nd Street, estava em ruínas; levaria vários anos, e milhões de dólares, para restaurá-lo para seu uso original e grandeza. O jardim no último piso manteve-se fechado quando foi descoberto que ele não poderia atender os modernos códigos de construção.
O New Amsterdam foi oficialmente reaberto em 2 de abril de 1997. Em novembro de 1997, após a estréia do filme Hercules e concertos limitados de Rei Davi, a versão teatral do O Rei Leão foi aberto. Em 4 de junho de 2006, O Rei Leão foi fechado no New Amsterdam Theatre, movendo-se duas quadras acima para o  Minskoff Theatre, em 13 de junho de 2006. Mary Poppins começou as prévias no New Amsterdam Theatre, em 16 de outubro de 2006 e foi inaugurado em 16 de novembro, onde continuou até o dia 3 de março de 2013. O teatro foi reformado para Disney acomodar o Aladdin, que foi montado no teatro, em 2014.

## Recorde de bilheteria
Aladdin, vencedor do Prêmio Tony de melhor nova comédia musical, bateu o recorde de bilheteria no New Amsterdam Theatre, em 10 de agosto de 2014, com um bruto de US $1,602,785.00. O recorde anterior era de US $1,587,992.50, feito por Mary Poppins na semana que terminou em 30 de dezembro de 2007.